# Gregory Buckingham
Gregory Fenton Buckingham (Riverside, 29 luglio 1945 – 11 novembre 1990) è stato un nuotatore statunitense.
Greg era uno dei due fratelli maggiori di Lindsey Buckingham, chitarrista e voce dei Fleetwood Mac.

## Carriera
Abile mistista, vinse la medaglia d'argento nei 200 metri misti maschili alle Olimpiadi di Città del Messico '68.
Morì all'età di 45 anni, nel 1990, in seguito a un attacco cardiaco.

## Palmarès
- Giochi olimpici

Città del Messico 1968: argento nei 200m misti.